# San Millán de Yécora
San Millán de Yécora ist ein spanischer Ort und eine Gemeinde (Municipio) in der Region La Rioja mit 32 Einwohnern (Stand: 2024). 

## Lage
San Millán de Yécora liegt etwa 55 Kilometer südwestlich von Vitoria-Gasteiz und etwa 52 Fahrtkilometer westnordwestlich von Logroño in einer Höhe von 660 m am Río Arto.

## Bevölkerungsentwicklung
| Jahr      | 1960 | 1970 | 1981 | 1991 | 2001 | 2011 | 2021 |
| Einwohner | 223  | 150  | 137  | 79   | 51   | 47   | 34   |

Infolge der Mechanisierung der Landwirtschaft und des daraus resultierenden geringeren Arbeitskräftebedarfs ist die Zahl der Einwohner seit der Mitte des 20. Jahrhunderts deutlich zurückgegangen.

## Sehenswürdigkeiten

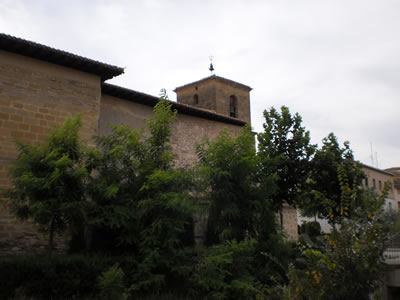
Milanuskirche

- Milanuskirche